# Retrat de l'emperador Rodolf II
El Retrat de l'emperador Rodolf II és una pintura a l'oli manierista de l'artista italià Giuseppe Arcimboldo de l'any 1590, un exuberant retrat de Rodolf II, caracteritzat com el déu etrusc i romà Vertumne. Es troba al Castell de Skokloster a Suècia.

## Història
El pintor era sota el mecenatge de l'emperador Maximilià II i el seu fill Rodolf II, que el 1580 ennobleix a la família Arcimboldo. L'any 1585, va dedicar a Rodolf un àlbum de dibuixos per a vestits, avui conservat en la Galeria Uffizi de Florència.
El 1590-1591 a Milà va realitzar el retrat de l'emperador Rodolf II concebut com a Vertumne, que representava la metamorfosi en l'abundància de fruits de la natura en les diverses estacions de l'any. Tramesa per part d'Arcimboldo des de Milà a Praga, va ser acompanyada d'un poema celebratiu de Gregorio Comanini (1550-1608): 
Mira la poma, mira el préssec
com se m'ofereixen en ambdues galtes
rodones i plenes de vida
Fixa-t'hi en els meus ulls
de color cirera un
l'altre de color de móra.
No et deixis enganyar, és la meva cara.